# ون دايركشن

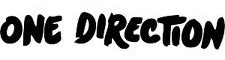

ون دايركشن (بالإنجليزية: One Direction)‏ وتعني إتجاه واحد، غالبًا تُختصر إلي 1D، هي فرقة فتيان بوب بريطانية-أيرلندية تأسست في مدينة لندن سنة 2010. تتكون الفرقة من نايل هوران، وليام باين، وهاري ستايلز، ولويس توملينسون، وزين مالك سابقًا حتي مغادرته الفرقة في مارس 2015. أصبحوا ضمن أفضل فرق الفتيان مبيعًا في التاريخ قبل أن ينفصلوا في يناير 2016. وقعت الفرقة مع شركة سايمون كاول تسجيلات سايكو بعد التشكيل وإنهاء الحلقة الثالثة من الموسم السابع من مسابقة الغناء البريطاني التلفزيونية ذا إكس فاكتور في 2010. وصولا إلي نجاحا عالميا بواسطة وسائل التواصل الاجتماعي تصدرت ألبومات الفرقة الخمسة: مستيقظين طوال الليل (2011)، خذني إلى المنزل (2012)، ذكريات منتصف الليل (2013)، أربعة (2014)، وصنع في الصباح (2015) اللوائح في معظم الأسواق الضخمة، وأنتجوا الأغاني المنفردة الناجحة: "ما يجعلك جميلة"، "نعيش بينما نحن شباب"، "أفضل أغنية علي الإطلاق"، "قصة حياتي"، ويحبطني". بالإضافة إلي حصول الأغنيتان: "ما يجعلك جميلة"، و"شئ واحد" علي المرتبة الأولي في الولايات المتحدة والمملكة المتحدة، ودخل ألبومهم الأول مستيقظين طوال الليل (2011) سباق ترتيب الأغاني البريطاني توب 40 محرزا المركز الأول ليصبح أول ألبوم يحقق هذة المرتبة في أول دخول له. كما تم دعم هذة المجموعة في جمعيات خيرية ومؤسسات مختلفة، وشاركت في العديد من الدعايات الترويجية مثل: دعايات البوكيمون، ونوكيا، وهاربر كولنز، وهاسبرو[بحاجة لمصدر]. ووصفت فرقة "ون دايركشن" أنها فرصة جيدة لتغيير مفهوم الأغاني البريطانية حول العالم، وتحديدا في الولايات المتحدة. ووصف أعضاؤها أنفسهم بأنهم يشكلون جزءا من "الغزو البريطاني الموسيقي الحديث" بسبب نجاح الفرقة في نفس الوقت مع المغنية الشهيرة أديل[بحاجة لمصدر].
حصلت الفرقة علي 200 جائزة منها: 7 جائزة بريت، و4 جوائز من جوائز إم تي في الأغاني المصورة، و6 جوائز بيلبورد الموسيقية، و7 جوائز الموسيقى الأمريكية (منها جائزة الموسيقى الأمريكية لفنان العام في عامي: 2014 و2015)، و28 جوائز اختيار المراهقين. قامت الفرقة بأربع جولات موسيقية. في عام 2013 حصلت الفرقة علي ثروة 75 مليون دولار، وأصبحت ثاني أعلي المشاهير ربحا تحت سن الـ30 وفقا لمجلة فوربس. كرمتهم الاتحاد الدولي للصناعة الفونوغرافية (IFPI) كفنان التسجيل العالمي من سنة 2013. وأدركتهم مجلة فوربس كرابع أعلي المشاهير ربحا في العالم في عام 2015، والثاني في عام 2016.
بعد إصدار ألبوم أربعة أصبحت الفرقة أول فرقة في تاريخ بيلبورد 200 بالولايات المتحدة تظهر أول أربع ألبومات لها في المركز الأول لأول مرة. كان ألبومهم الثالث ذكريات منتصف الليل الألبوم الأفضل مبيعا في جميع أنحاء العالم مع مبيعات 4 ملايين نسخة عالميا. وكانت جولتهم في الطريق مرة أخري دعما لألبومهم ذكريات منتصف الليل أعلي الجولات الموسيقية ربحا في عام 2014، وأعلي الجولات ربحا لفرقة غنائية في التاريخ، وأعلي الجولات الموسيقية ربحا في جميع الأوقات محتلون المركز الـ15 مع ثروة قُدرت بنحو 290.2 مليون دولار. منحتهم مجلة بيلبورد لقب فنان العام في عام 2014. توقفت الفرقة في يناير 2016 سامحة لأعضائها بالقيام بمشاريعهم الأخري. بحلول عام 2020 بيع 50 مليون تسجيل في جميع أنحاء العالم للفرقة.

## أعضاء الفرقة
السابقون
- هاري ستايلز (مواليد 1 فبراير 1994). (2010 - 2016)
- نايل هوران (مواليد 13 سبتمبر 1993). (2010 - 2016)
- ليام باين (مواليد 29 أغسطس 1993 - وفاه 16 أكتوبر 2024 ) (2010 - 2016)
- لويس توملينسون (مواليد 24 ديسمبر 1991). (2010 - 2016)
- زين مالك (مواليد 12 يناير 1993). (2010 - 2015)

## ديسكوغرافيا
- مستيقظين طوال الليل (2011)
- خذنى إلى المنزل (2012)
- ذكريات منتصف الليل (2013)
- أربعة (2014)
- صنع في الصباح (2015)

## فيلموغرافيا
| السنة   | العنوان                           | الدور                 | الملاحظات                                                                   |
| ------- | --------------------------------- | --------------------- | --------------------------------------------------------------------------- |
| 2010    | ذا إكس فاكتور                     | نفسهم (متسابقون)      | الموسم السابع                                                               |
| 2012    | آي كارلي                          | نفسهم                 | الحلقة: آي غو ون دايركشن                                                    |
| 2012    | مستيقظين طوال الليل: الجولة الحية | نفسهم                 | ألبوم فيديو                                                                 |
| 2012–14 | ساترداي نايت لايف                 | نفسهم (ضيوف موسيقيين) | الحلقات: صوفيا فيرجارا/ون دايركشن؛ بول رود/ون دايركشن؛ إيمي أدمز/ون دايركشن |
| 2013    | ون دايركشن: هؤلاء نحن             | نفسهم                 | فيلم موسيقي وثائقي                                                          |
| 2014    | ون دايركشن: أين نحن               | نفسهم                 | فيلم موسيقي                                                                 |

## وصلات خارجية
- الموقع الرسمي

ون دايركشن على موقع IMDb (الإنجليزية)
- ون دايركشن على موقع ميتاكريتيك (الإنجليزية)
- ون دايركشن على موقع الموسوعة البريطانية (الإنجليزية)
- ون دايركشن على موقع روتن توميتوز (الإنجليزية)
- ون دايركشن على موقع ألو سيني (الفرنسية)
- ون دايركشن على موقع ميوزك برينز (الإنجليزية)
- ون دايركشن على موقع رولينغ ستون (الإنجليزية)
- ون دايركشن على موقع أول موفي (الإنجليزية)
- ون دايركشن على موقع أول ميوزيك (الإنجليزية)
- ون دايركشن على موقع ديسكوغز (الإنجليزية)